# Musca flavicans
Musca flavicans är en tvåvingeart som först beskrevs av Georg Wolfgang Franz Panzer 1798.  Musca flavicans ingår i släktet Musca, ordningen tvåvingar, klassen egentliga insekter, fylumet leddjur och riket djur.
Artens utbredningsområde är Österrike. Inga underarter finns listade i Catalogue of Life.